# Plesse-Konstein-Karnberg
Plesse, Konstein und Karnberg sind die namengebenden Berge eines Fauna-Flora-Habitat-Gebietes im nordhessischen Werra-Meißner-Kreis. Die großflächigen und naturnahen Buchenwälder und die orchideenreichen Halbtrockenrasen der Berge gelten als ein bedeutsamer Schwerpunktraum für den Arten- und Biotopschutz.

## Geographische Lage
Das FFH-Gebiet mit der Plesse (479,6 m), dem Konstein (455,2 m) und dem Karnberg (450 m) liegt im östlichen Bereich der Gemarkung der Stadt Wanfried und erstreckt sich entlang der Landesgrenze zu Thüringen. Die Berge sind Teile einer Muschelkalkplatte, die das Thüringer Becken umrandet. Weithin sichtbar ist die freistehende, rund 200 Meter lange und 25 bis 50 Meter hohe Kalkfelswand der Plesse, die im Jahr 1640 durch einen Bergsturz entstand. An der Schichtgrenze zwischen dem Muschelkalk und dem unterlagernden Oberen Buntsandstein (Röt) ereigneten sich im Laufe der Erdgeschichte immer wieder Bergstürze und Bergrutsche, die das Landschaftsbild formten.
Nach der naturräumlichen Gliederung Deutschlands, die auf der Geographischen Landesaufnahme des Instituts für Landeskunde Bad Godesberg basiert, befindet sich das FFH-Gebiet im Bereich der Wanfrieder Werrahöhen (483.22), einer Teileinheit des Westlichen Obereichsfelds (483.2) der Nordwestlichen Randplatten des Thüringer Beckens (483). Nach Westen geht das Gebiet in das Treffurt-Wanfrieder Werratal (358.1) des Unteren Werraberglands (358.1) über.

## Geologische Besonderheiten
Felshänge, die durch Bergrutsche und bergsturzartige Abbrüche des Muschelkalks entstanden sind, sollen in Deutschland nirgends so häufig vorkommen wie in dem Bereich der nordwestlichen Umrahmung des Thüringer Beckens. Neben den Wanfrieder Werrabergen mit dem Naturschutzgebiet „Plesse-Konstein“ sind die Gobert mit den Naturschutzgebieten „Hessische Schweiz bei Meinhard“ und „Kalkklippen südlich des Iberges“, der Ringgau mit dem Naturschutzgebiet „Boyneburg und Schickeberg bei Breitau“ sowie die Naturschutzgebiete „Dreiherrenstein-Eschenberg-Kreutzerberg“, „Graburg“, „Iberg bei Markershausen“ und der „Kielforst bei Herleshausen“ weitere Gebiete im Werra-Meißner-Kreis des Naturraums der nordwestlichen Randplatten des Thüringer Beckens mit Bergsturz- und Bergrutschhängen.
Bergstürze oder Bergrutsche können in niederschlagsreichen Zeiten an der geologischen Schichtgrenze zwischen dem Unteren Muschelkalk (Wellenkalk) und dem darunter liegenden Oberen Buntsandstein (Röt) entstehen. Regenwasser versickert in den Klüften und Spalten des Muschelkalkes und trifft auf den tonigen Röt, der aufquillt und fließfähig werden kann. Dadurch gerät der über dem Röt befindliche Muschelkalk in Bewegung und wird instabil. Die Felsbereiche, die sich dabei ablösen, bewegen sich auf dem breiartigen Röt allmählich talabwärts und lassen Schluchten entstehen. Diese ermöglichen ein verstärktes Versickern von Niederschlägen, die den sogenannten Massenverlagerungsprozess beschleunigen.
Eine Besonderheit in diesem Gebiet ist das Vorhandensein von mehreren zehntausend Jahre alten und erdgeschichtlich jungen, nur wenige hundert Jahre alten Bergstürzen. Der letzte Felssturz geschah am 24. Januar 1640, in der Zeit des Dreißigjährigen Krieges. Während eines „gräulichen ungewöhnlichen Sturmwindes“, wie eine zeitgenössische Chronik berichtete, hatte sich eine rund 200 Meter breite Gesteinswand der Plesse gelöst und war zu Tal gestürzt. Die Erschütterung, die der Bergsturz hervorrief, soll so stark gewesen sein, „dass im städtischen Hochzeitshaus in welchem Klauß Fischer seinen Ehrentag beging, die Tassen ein Ellen hoch gesprungen sind“.

## Unterschutzstellung
Innerhalb des FFH-Gebietes überlagern sich verschiedene Schutzgebietskategorien, so dass Teilbereiche „doppelt und dreifach“ unter besonderem Schutz stehen:

### Naturschutzgebiet
Im Jahr 1960 wurden mit Verordnung der höheren Naturschutzbehörde beim Regierungspräsidium in Kassel die Gebietsteile Plesse mit 51,3 Hektar und Konstein mit 33,4 Hektar in das Landesnaturschutzbuch eingetragen und damit zum „Naturschutzgebiet Plesse und Konstein“ erklärt. In den 1980er Jahren wurden dann beide, ursprünglich voneinander getrennte Flächen zusammengelegt und mit dem nördlich angrenzenden Bereich und dem Gatterbachtal zu dem nun rund 159 Hektar großen Naturschutzgebiet „Plesse – Konstein“ erweitert. Mit der Unterschutzstellung sollten in dem Gebiet, das durch seine „besondere geologische sowie pflanzen- und tiergeographische Bedeutung gekennzeichnet“ wird, die Felsfluren mit den Reliktgesellschaften, die artenreichen Laubmischwaldgesellschaften, die Kalktuffstufe im Gatterbachtal sowie die Huteflächen mit ihrer Vegetation erhalten und geschützt werden. Nach Erweiterungen in den Jahren 1984 und 1997 besaß das Naturschutzgebiet „Plesse – Konstein“, das die nationale Kennung 1636002 und den WDPA-Code 7051 hatte, zuletzt eine Größe von 190 Hektar. Anfang des Jahres 2023 wurde das Naturschutzgebiet „Plesse – Konstein“ mit dem Naturschutzgebiet „Eichenberg bei Frieda“ und weiteren Waldflächen zu einem Teil des neuen Naturschutzgebiets „Wälder um Wanfried“. Das mehr als 920 Hektar große Gebiet, mit der landesinternen Kennung 1636038, besteht aus drei Schutzzonen. Ziel der Unterschutzstellung in den Schutzzonen I und II, zu denen die Flächen um Plesse und Konstein gehören, ist die Sicherung der natürlichen Dynamik des Waldökosystems mit ihren Zusammenbruchs- und Pionierphasen, um die daran gebundene seltene Flora und Fauna zu erhalten.

### Fauna-Flora-Habitat-Gebiet

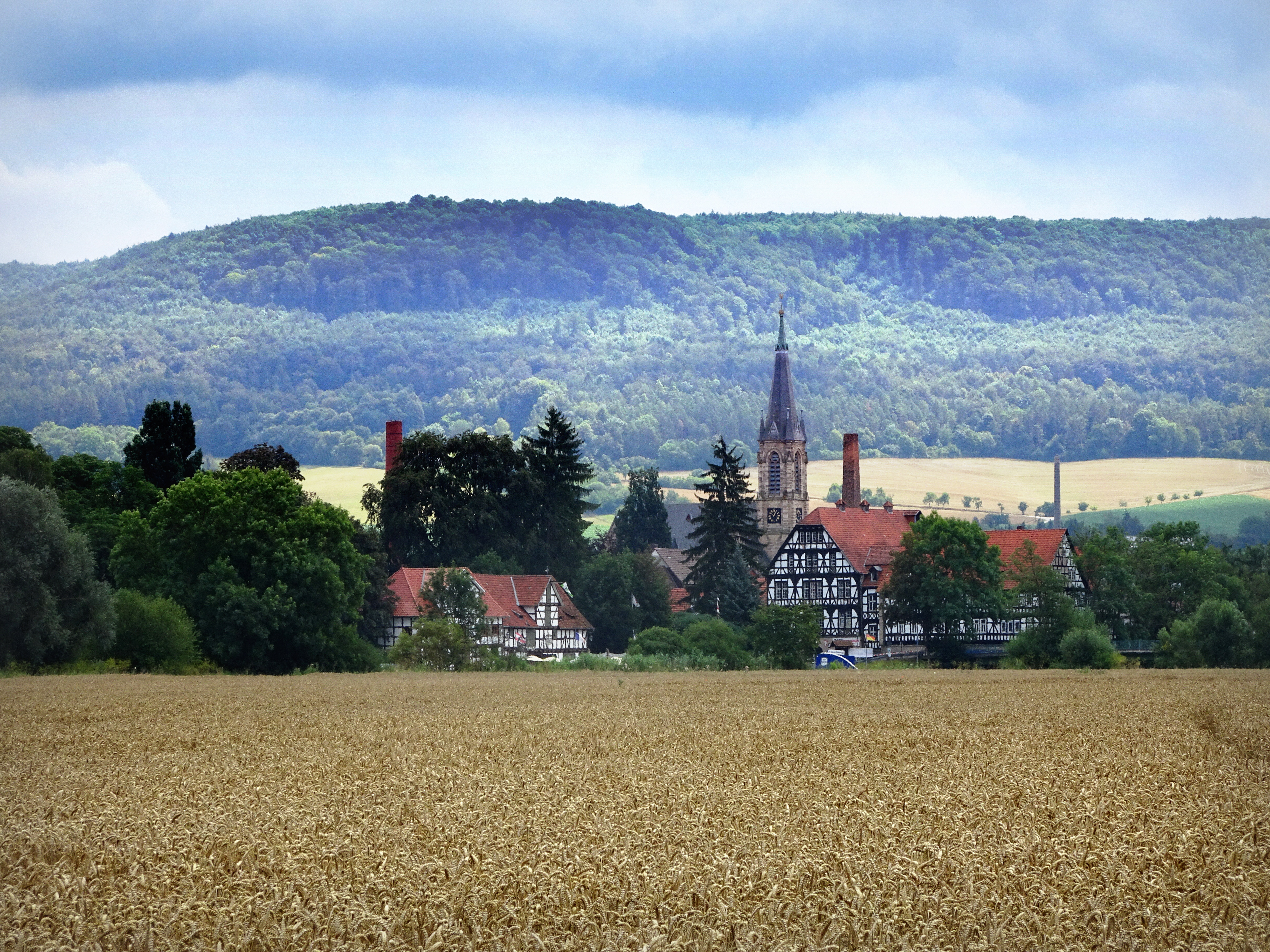
Blick aus südwestlicher Richtung über Wanfried auf den Karnberg

Im Rahmen der Umsetzung der Fauna-Flora-Habitat-Richtlinie wurde das Naturschutzgebiet „Plesse-Konstein“ mit dem südlicher gelegenen Höhenrücken des Karnbergs, einschließlich des Muhlienbergs und der Mainzer Köpfe, im April 1999 der EU-Kommission für das länderübergreifende ökologische Schutzgebietssystem Natura 2000 vorgeschlagen. Begründet wurde die Schutzwürdigkeit, neben anderem, mit den hier entstandenen großflächigen, naturnahen Kalkbuchenwäldern, zu denen mit typischen Ausprägungen Waldgersten-, thermophiler Orchideen- und Blaugras-Buchenwald gehören. Außerdem mit den Magerrasen als Relikte historischer Hutenutzung, den Kalktuffquellen im Gatterbachtal und den Brutplätzen gefährdeter Vogelarten. Überregionale Bedeutung besitzen die unterschiedlich alten Bergstürze im Gebiet. Nach der Bestätigung als Gebiet von gemeinschaftlicher Bedeutung im Dezember 2004 forderte die EU, neben dem Gebietsmanagement und dem damit verbundenen Monitoring, eine förmliche Schutzerklärung, die im Januar 2008 mit der „Verordnung über Natura 2000-Gebiete in Hessen“ erfolgte. Das FFH-Gebiet mit einer Größe von 563,57 Hektar hat die Gebietsnummer 4827-301 und den WDPA-Code 555520191.

### Geologisch schützenswerte Objekte
Als schützenswertes Geotop, das erdgeschichtliche Erkenntnisse über die Entwicklung der Erde vermittelt, wird das Naturschutzgebiet „Plesse-Konstein“ im Landschaftsrahmenplan Nordhessen geführt. Hier sollen im Rahmen des Hessischen Naturschutzgesetzes (HeNatG) sogenannte einzelne Naturschöpfungen und natürliche Landschaftsteile, die wegen ihrer Seltenheit, Eigenart oder Schönheit als Teil des erdgeschichtlichen Naturerbes gelten, geschützt werden. Nach Abstimmungen mit allen Beteiligten wurde der Landschaftsrahmenplan Anfang des Jahres 2001 veröffentlicht.
Der Wasserfall im Elfengrund, der ehemalige Steinbruch an der südöstlichen Seite des Konstreins und die Abbruchwand der Plesse gehören zu den 120 Geotopen im Werra-Meißner-Bergland, die das Hessische Landesamt für Naturschutz, Umwelt und Geologie (HLNUG) erfasst, beschrieben und bewertet hat.

### Vogelschutzgebiet
Das Vogelschutzgebiet hat den WDPA ID-Code 555537561 und seit 2004 den EU-Code 4726-401. Es liegt in der nordwestlichen Spitze des Naturschutzgebietes „Plesse-Konstein“ und erstreckt sich über rund 52 ha um die Plesse. Der Bereich ist die mittlere Teilfläche des dreigeteilten und insgesamt 483,43 Hektar großen Natura 2000-Vogelschutzgebietes „Felsklippen im Werra-Meißner-Kreis“. Die beiden anderen Teilbereiche liegen in den Naturschutzgebieten „Hessische Schweiz bei Meinhard“ und „Boyneburg und Schickeberg bei Breitau“. Schutzziel ist vor allem die Sicherung der Lebensräume von Wanderfalken und Uhus.
Kalkfelsklippen wie die der Plesse, die nicht bewachsen sind und einen freien Anflug ermöglichen, gehören von alters her zu den Brutgebieten der Wanderfalken und Uhus.
Wanderfalken hatten bis in die 1950er Jahre regelmäßig im Werra-Meißner-Kreis gebrütet. In den 1970er Jahren drohten sie auszusterben. Als wesentliche Ursache galt neben der menschlichen Verfolgung das damals noch in der Land- und Forstwirtschaft als Insektizid eingesetzte DDT, das die Falken über ihre Beutetiere aufgenommen hatten. Eine Folge: Die Eierschalen wurden immer dünner und zerbrachen schließlich während der Brut. In dieser Zeit gab es nördlich der Mainlinie keine Brutstandorte mehr. Gemeinsam mit dem Deutschen Falkenorden startete die Hessische Gesellschaft für Ornithologie und Naturschutz (HGON) in Hessen ein Falken-Programm, das die aufwändigste und wohl auch die erfolgreichste Wiederansiedlung einer Vogelart war, die in Hessen durchgeführt wurde. Durch die Käfighaltung bei den Falknern funktionierte jedoch das Leben im Freien und die natürliche Fortpflanzung nicht mehr. Die Greifvögel mussten Schritt für Schritt wieder an die Natur gewöhnt werden. Die Auswilderung der Volierenvögel begann 1978 im Kreisgebiet an der Plesse. Mittlerweile hat sich der Bestand stabilisiert. In seinem Jahresbericht 2017 nennt der Ornithologe Wolfram Brauneis von der HGON neunzig junge Wanderfalken aus fünfunddreißig erfolgreichen Bruten in Nordhessen.
Auch dem Uhu bietet der schroffe Naturfelsen der Plesse ideale Brutplätze. Als „schädlichem Vogel“, der zu bekämpfen sei, wurde dem Uhu seit dem ausgehenden Mittelalter nachgestellt. Durch die ständige Verfolgung ergab eine deutschlandweite Bestandsaufnahme im Jahre 1934 nur noch etwa 70 Paare, die überlebt hatten. In Hessen war der Uhu ausgestorben. Durch Zuchtprogramme, Auswilderungen und Schutzmaßnahmen erholten sich die Bestände. Im Jahr 1977 brütete erstmals wieder ein Uhupaar in Hessen und im Jahr 1983 auch im Werra-Meißner-Kreis. Inzwischen wurde eine Populationsgröße erreicht, die es erlaubt, den Uhu von der lokalen Roten Liste der bedrohten Vogelarten zu streichen. 2017 erreichte die Zahl der Großeulen einen neuen Höchststand im Kreisgebiet: Ornithologen ermittelten 33 junge Uhus an 20 Brutorten. Aus Schutzgründen werden Aufenthaltsorte und Brutplätze von den Vogelschützern nicht veröffentlicht.

### Geo-Naturpark
Das Schutzgebiet gehört zum Geo-Naturpark Frau-Holle-Land, vormals bis 2016 Naturpark Meißner-Kaufunger Wald.

### Naturschutzgroßprojekt Grünes Band

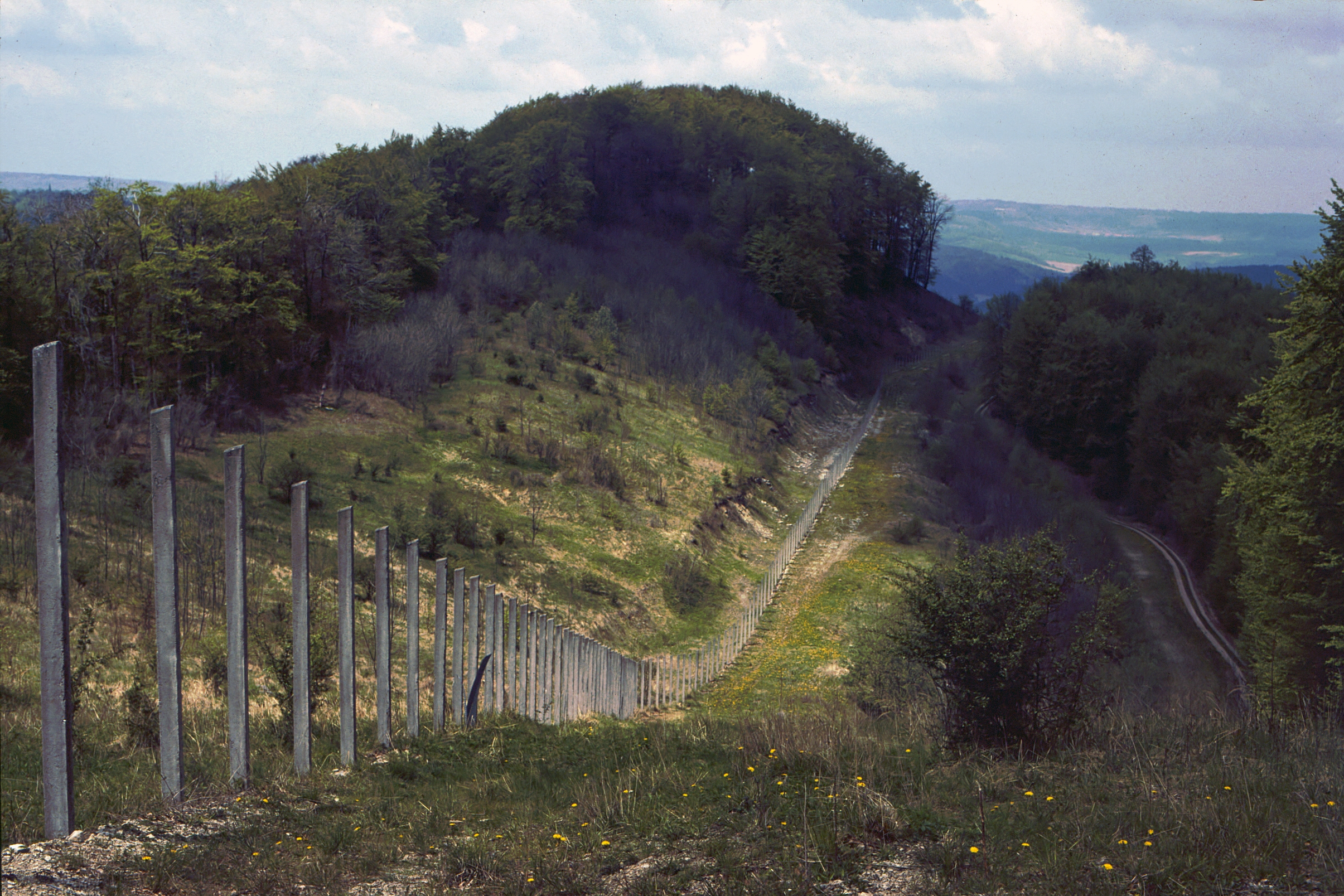
Vier Jahre nach der Grenzöffnung: Die ehemalige innerdeutsche Grenze hinter der Plesse.

An der ehemaligen innerdeutschen Grenze zwischen Hessen und Thüringen, einer meist etwa 100 m breiten Schneise, auf der ein Stahlgitterzaun errichtet und ein Kolonnenweg aus Betonplatten angelegt worden war, konnten sich durch die Abgeschiedenheit und Nutzungsruhe über Jahrzehnte ungestörte Bereiche entwickeln. Entlang des früheren „Todesstreifens“ entstand ein zusammenhängendes Band vielfältiger Biotope. Zahlreiche in ihrem Bestand bedrohte Tierarten haben hier ihr Rückzugsgebiet gefunden. Seltene Pflanzen, die anderswo kaum noch vorkommen, sind hier zu Hause. Schon seit der Grenzöffnung 1989 engagierten sich zahlreiche Naturschutzverbände und Stiftungen sowie Naturschutzbehörden für eine langfristige Sicherung des sogenannten „Grünen Bandes“. Ein Schwerpunktbereich war das „Naturschutzgroßprojekt Grünes Band Eichsfeld-Werratal“ mit der Heinz Sielmann Stiftung als Projektträger. Dazu gehören im Bereich der Wanfrieder Berge das hessische FFH-Gebiet „Plesse-Konstein-Karnberg“ mit dem Naturschutzgebiet „Plesse-Konstein“ und die angrenzenden Teilbereiche des hessischen FFH-Gebietes „Werra- und Wehretal“. Auf der Thüringer Seite wurde das FFH-Gebiet „Treffurter Stadtwald nördlich Treffurt“ sowie das Landschaftsschutzgebiet „Keudelskuppe“ mit dem geplanten Naturschutzgebiet „Keudelskuppe-Wacholderberg“ mit einbezogen.
Wegen der landeskundlichen und naturschutzfachlichen Bedeutung des Grünen Bandes plante der Freistaat Thüringen die Ausweisung zum Nationalen Naturmonument. Nach der parlamentarischen Diskussion des Gesetzentwurfs, den die Landesregierung am 13. September 2017 eingebracht hatte, beschloss der Landtag am 9. November 2018 mit der rot-rot-grünen Regierungsmehrheit das Gesetz. Auf einer Länge von 763 Kilometern und einer Gesamtfläche von etwa 6500 Hektar wird der ehemalige Grenzstreifen künftig als ein Denkmal der deutschen Teilung und Wiedervereinigung und als der längste Biotopverbund Deutschlands dauerhaft geschützt.

### Angrenzende Schutzgebiete
Entlang der Landesgrenze schließen sich das thüringische Landschaftsschutzgebiet „Obereichsfeld“ und der in 2012 gegründete Naturpark Eichsfeld-Hainich-Werratal an das Schutzgebiet „Plesse-Konstein-Karnberg“ an. Auf der hessischen Seite wird es hufeisenförmig von einem Teilbereich des FFH-Gebietes Werra- und Wehretal umschlossen. Das in zahlreiche Teilflächen gegliederte Natura-2000-Gebiet „Werra- und Wehretal“ hat die FFH-Nr. 4825-302 und eine Größe von mehr als 24.000 Hektar. Schutzziel ist die Sicherung der großen Buchenwaldgebiete mit angrenzendem Grünland und Streuobstwiesen als Lebensraum der Fledermäuse. Aufgrund des Vorkommens wertvoller, prioritärer Biotope gilt es bundesweit als ein Hotspot der Artenvielfalt.

## Lebensräume und Arten
Mit der Ausweisung als Naturschutzgebiet in den 1980er Jahren sollte die besondere Vegetation der Felsfluren und der Laubmischwaldgesellschaften von Plesse und Konstein geschützt werden. Sie zählt zu den floristisch reichsten in Nordhessen und ist von überregionaler Bedeutung. Das bestätigte auch die Datenerhebung, die nach der Festsetzung der Fauna-Flora-Habitat-Gebietsgrenzen und der Erhaltungsziele der Natura 2000 Gebiete in Hessen durchgeführt wurde. Wissenschaftler untersuchten 2006 im Auftrag der Oberen Naturschutzbehörde des Regierungspräsidiums Kassel im Rahmen der Berichtspflicht gegenüber der EU-Kommission das FFH-Gebiet. Ihre Studie weist einen hohen Anteil an schutzwürdigen natürlichen Lebensräumen und Arten auf, die in ihrer Besonderheit einen Teil des Naturerbes der Europäischen Gemeinschaft darstellen. Als außergewöhnlich wird das Vorkommen von zwölf Lebensraumtypen (LRT) bezeichnet, das die große biologische Vielfalt des Gebietes widerspiegelt. Sechs Lebensraumtypen wurden als prioritär eingestuft. Das heißt, dass sie vom Verschwinden bedroht sind und dass eine besondere Verantwortung für ihre Erhaltung besteht. In einem mittelfristigen Bewirtschaftungsplan wurden die Maßnahmen für die Erhaltung und Entwicklung der Lebensräume im Schutzgebiet aufgeführt.

### Wälder

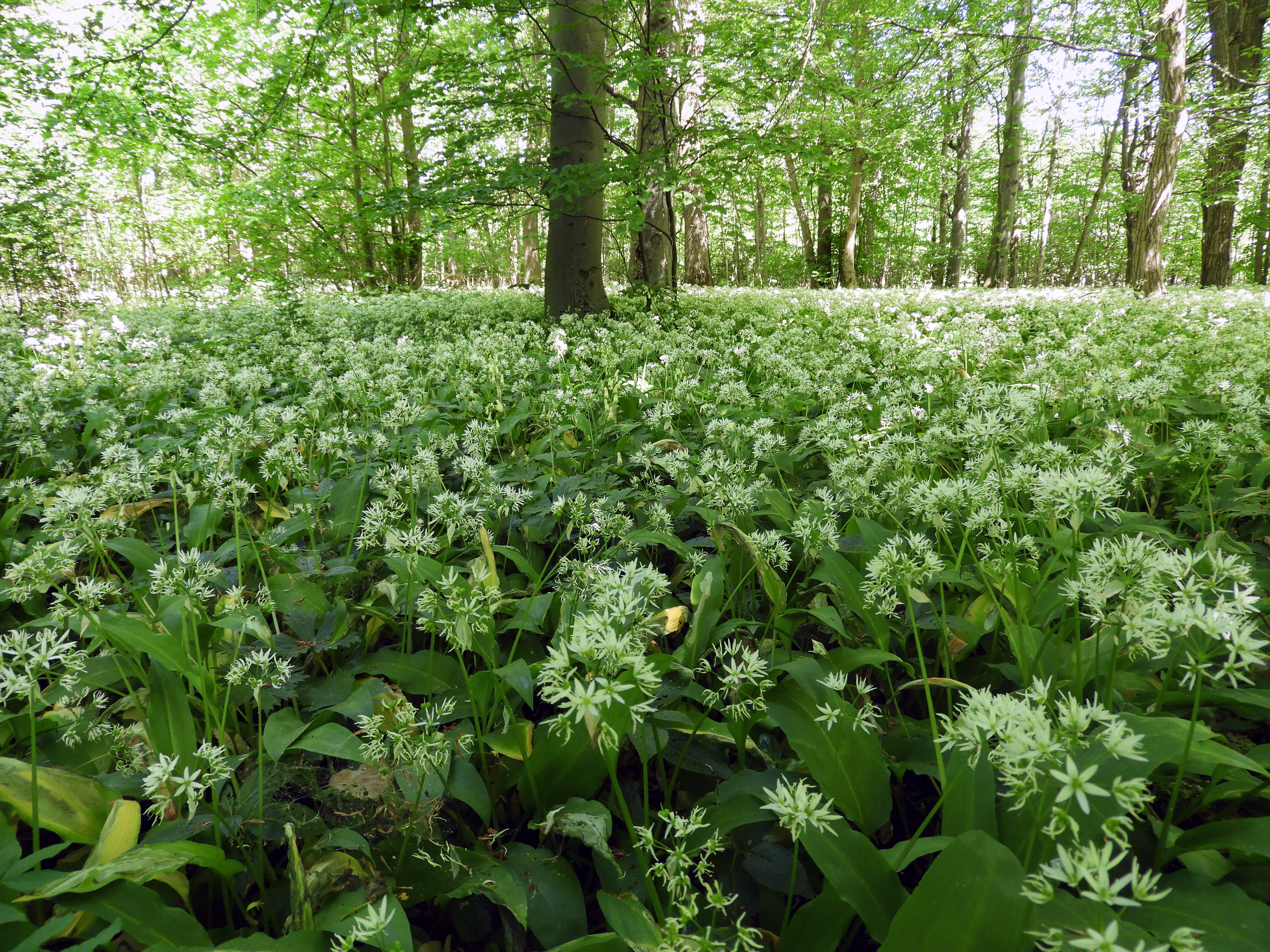
Bärlauchblüte auf dem Plateau der Plesse

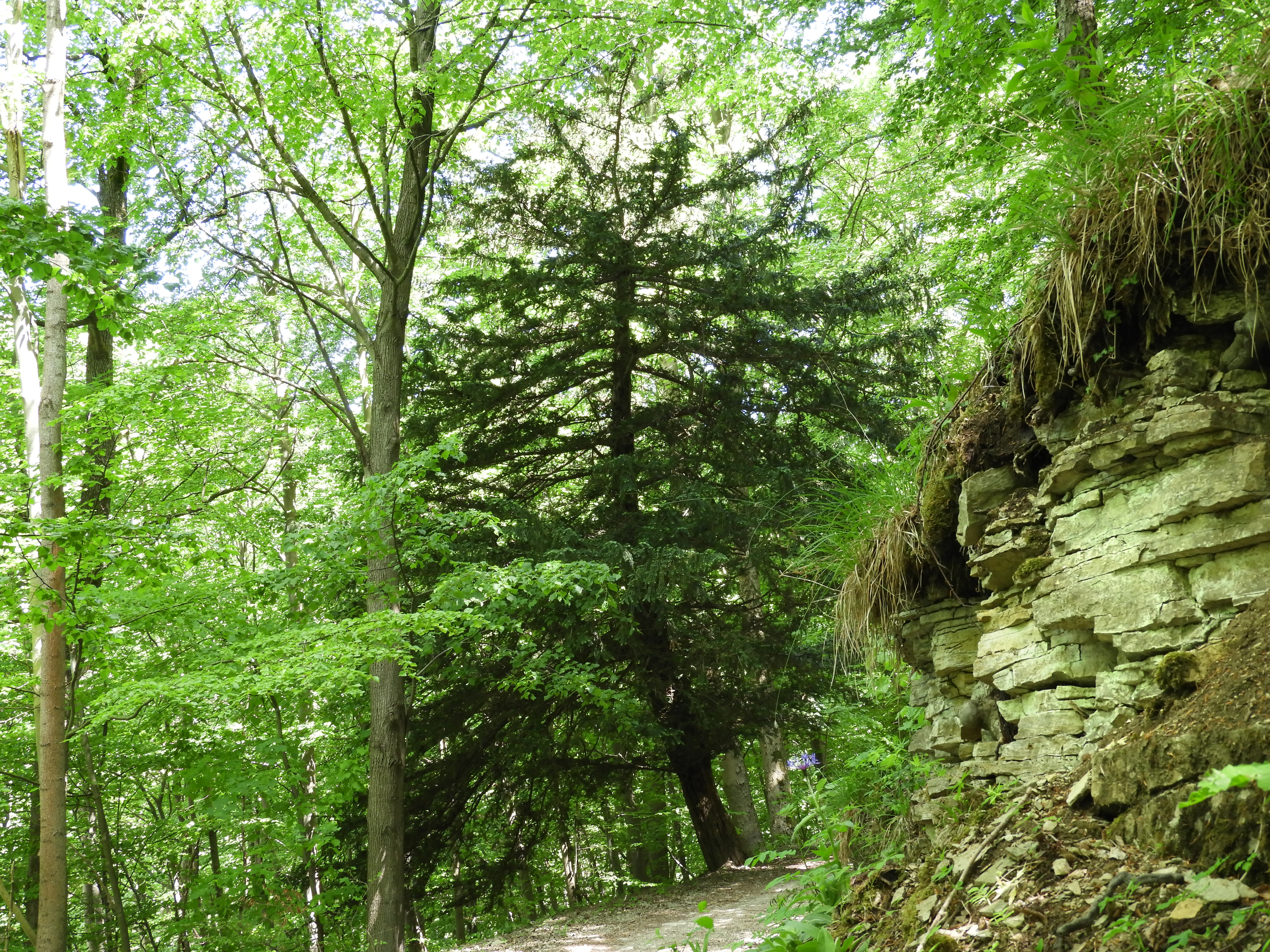
Eibe an der Westseite des Konstein

Von den Lebensraumtypen der Wälder haben der
- Waldmeister-Buchenwald (LRT 9130) mit 253,6 ha und der
- Mitteleuropäische Orchideen-Kalk-Buchenwald (LRT 9150) mit 193,5 ha den größten Flächenanteil. Diese beiden LRT prägen mit rund 79 % der Gesamtfläche das insgesamt 564 ha große Schutzgebiet.

Pflanzensoziologisch gehören die Bestände des Waldmeister-Buchenwaldes hier zum Typ des Waldgersten-Buchenwaldes. Er ist ein straucharmer, hochwüchsiger Wald, in denen die Buche dominiert, aber auch Edellaubhölzer wie Esche, Berg-Ahorn und Eiche wachsen. Die Krautschicht wird besonders durch die Frühjahrsgeophyten attraktiv. Vergesellschaftet sind Pflanzen wie Buschwindröschen und Bärlauch, die früh im Jahr blühen und ihr Laub bilden. Mit dem Blattaustrieb der Bäume beenden sie ihr oberirdisches Leben und überdauern unter der Erde.
Im Orchideen-Buchenwald ist floristisch gesehen der Reichtum an Orchideen beachtenswert, unter denen Rotes Waldvögelein, Weißes Waldvögelein der Frauenschuh und das Blasse Knabenkraut besondere Bedeutung haben. Die natürlichen Strukturen in den Waldgebieten, mit verschiedenen Entwicklungsstufen und Altersphasen, bieten vielen Tier- und Pflanzenarten Lebensraum. Die Wälder beinhalten auch schützenswerte Bestände der Europäischen Eibe.
Durch die historische Niederwaldnutzung wurde der wärmeliebende
- Labkraut-Eichen-Hainbuchenwald (LRT 9170) geformt. Er findet sich heute nur noch mit 5,3 ha auf kargen Hangköpfen. Auf den Böden der lichten Bereiche hat sich eine artenreiche Krautschicht gebildet.

Eng verbunden mit den Bergrutschen und den Schutthalden, die einer dauernden Erdbewegung unterliegen, sind die prioritären
- Schlucht- und Hangmischwälder (LRT 9180). Auf 3,9 ha bilden sie einen charakteristischen Abschnitt in der Lebensraumabfolge der Steilhänge.

Der 2,7 ha große prioritäre Lebensraum der
- Auenwälder (LRT 91E0) mit Schwarzerlen und Eschen wächst in seiner schönsten Ausprägung im Bereich um den Elfengrund im Gatterbachtal.

### Felsige Lebensräume und Höhlen
Prioritär zu schützen sind die
- kalkhaltigen Schutthalden der collinen bis montanen Stufe Mitteleuropas (LRT 8160). Sie kommen auf 159 m² kleinflächig zwischen Bergstürzen und Hangschuttwäldern vor und sind größtenteils waldfrei, unterliegen jedoch auch einer natürlichen Sukzession.

Die zwölf im Schutzgebiet gezählten
- nicht touristisch erschlossene Höhlen (LRT 8310) sind zur Zeit alle noch ungestört. Eine Aufstellung der Arten, denen die Höhlen als Lebensraum dienen, ist noch nicht erfolgt.

### Der Elfengrund im Gatterbachtal

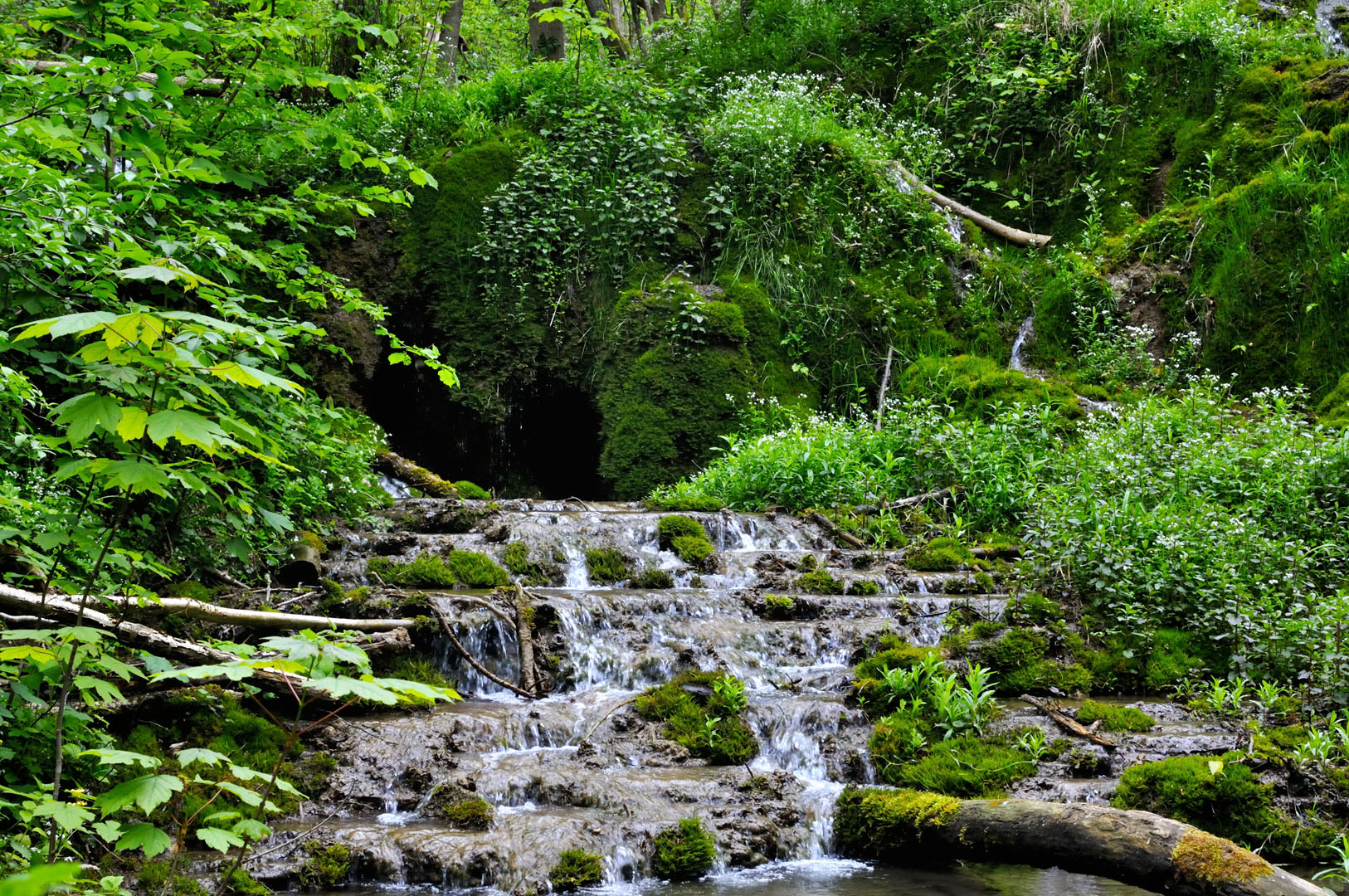
Der Wasserfall im Elfengrund

- Kalktuffquellen (LRT 7220) sind ein ebenso ungewöhnlicher wie seltener und prioritär zu schützender Lebensraum und kommen in Gebieten vor, in denen das Grundwasser sehr stark mit gelöstem Kalk angereichert ist. Der Wasserfall im Elfengrund, im Taleinschnitt zwischen Konstein und Karnberg, bietet ein beeindruckendes Bild dieses Lebensraums. Der Gatterbach, der aus nahegelegenen Quellen entspringt, hat im Verlauf der Zeit durch die andauernde Nachlieferung von Kalkablagerungen die Kalktuffe aufgetürmt und Stufen und Wasserfälle gebildet. Maßgeblich an der Tuffbildung beteiligt sind die Moose, auf deren Oberfläche sich Kalk als feinkristalline Kruste ablagert. Nach dem Absterben der Moose entstehen filigrane Kalksteine, die sich übereinander aufbauen. Durch die poröse Struktur sind die Kalktuffe außerordentlich zerbrechlich und durch unterschiedliche Faktoren gefährdet. Mit einer Mächtigkeit von bis fünfeinhalb Metern ist der Wasserfall des Gatterbaches im Elfengrund einmalig in der Region.

Der Gatterbach hatte einst eine besondere Bedeutung als Mühlenbach. Sein Wasser reichte aus, um mehrere Mühlen zu betreiben. 1573 registrierte man in Wanfried fünf Mühlen mit acht Mühlrädern, von denen heute keine mehr existiert.

### Grasland
Das prioritär zu schützende Vorkommen des
- lückigen basophilen oder Kalk-Pionierrasen (LRT 6110) findet sich nur auf rund 17 m² am Fuße der Plessewand und ist für das Schutzgebiet von geringer Bedeutung.

Zwei verschiedene Vegetationstypen hat der
- submediterrane Halbtrockenrasen (LRT 6212) im Schutzgebiet. Die Variante des sogenannten Enzian-Schillergras-Rasen findet sich auf 0,3 ha auf dem Hangfuß des Konsteins. Die durch landwirtschaftliche Nutzung entstandene Fläche besitzt eine artenreiche Tagfalterfauna. Unter ihnen sind stark gefährdete und besonders geschützte Arten.

Der prioritäre
- submediterrane Halbtrockenrasen mit besonderen Beständen bemerkenswerter Orchideen (LRT 6212) wurde von den Wissenschaftlern wegen seines reichen Anteils von Orchideen gesondert aufgeführt. Hauptsächlich das Vorkommen des Dreizähnigen Knabenkrautes verhilft dieser Unterart des Mesobromion zu seiner Sonderstellung. Zu weiteren botanischen Kostbarkeiten, die auf der 0,8 ha großen Fläche unterhalb des Konsteins wachsen, gehören Mücken-Händelwurz, Fliegen-Ragwurz und Purpur-Knabenkraut.

Auf 0,3 ha kommt der Biotop des
- Trockenrasens (LRT 6213) auf zwei nährstoffarmen Standorten an den Steilhängen von Plesse und Konstein vor. Der sogenannte „Gamander-Blaugras-Rasen“ ist ein echter Trockenrasen und wird aus floristischer Sicht hinsichtlich seiner Artendiversität als außerordentlich wertvoll erachtet.

## Mythen und Sagen
In der an Märchen, Mythen und Sagen reichen Region hat alter Volksglaube im Bereich von Plesse, Konstein und Karnberg verschiedene Märchenfiguren und Geistererscheinungen angesiedelt. Der Heimatdichter Wilhelm Pippart (* 1878 in Heldra; † 1962 in Wanfried) hat in seinem Heimatbuch „Der Brombeermann“ die Sagen aus dem mittleren Werratal nacherzählt.

### Die Wichtelmännchen in der Plesse
In ihre Wohnung tief im Innern des Berges gelangen sie durch zwei Felsspalten, die die Tater- oder Wichtellöcher genannt werden. Die Märchen beschreiben die kleinen Gestalten als menschenähnlich, mit Zipfelmützen, grauen Bergmannskleidern und langen, wallenden Bärten. Am Tage arbeiten sie fleißig im Berginnern und vermehren ihren Zwergenschatz. Bei Mondenlicht kommen sie aus den Wichtellöchern heraus und tanzen und springen in ausgelassener Freude an den Felsklippen herum.

### Die Elfen im Elfengrund
Die Elfen werden als kleine und gutmütige Wesen geschildert, die Tanz, Musik und Gesang lieben. Am Tage sind sie unsichtbar, nur nachts, bis zum anbrechenden Morgen baden sie im Wiesentau und führen ihre fröhlichen Reigen auf.

### Die Nixen vom Nixenteich
In der Tiefe des Nixenteiches, der in der Nähe des Kalkhofes liegt, soll das kristallene Schloss der Nixen stehen. Im Volksglauben sind sie schöne Wesen, halb Mensch und halb Fisch, mit grünem Haar und gehüllt in lange, grünschimmernde Schleier. Auf dem Grund des Elfenbaches bewachen sie die versunkene Glocke einer untergegangenen Dorfkapelle, um die sich ebenfalls Märchen ranken.

### Die Geisterparade auf dem Karnberg
Im Dreißigjährigen Krieg gehörte Wanfried mit zu den am stärksten verwüsteten Gebieten. Die Not und die unsäglichen Entbehrungen der Einwohner, denen fast nichts gelassen wurde, waren unerträglich. Das an der Kreuzung verschiedener Heerstraßen liegende Städtchen musste die Durchzüge von allerlei Arten Kriegsvölkern ertragen. Am 11. Dezember 1623 fand auf dem Rücken des Karnberges ein blutiges Gefecht zwischen den Kaiserlichen und den Schweden statt. Noch heute, so die Sage, können alte Leute in besonderen Nächten zur Geisterstunde drei Hornsignale hören. Dann steigen die erschlagenen Krieger aus ihren bemoosten Gräbern und man hört den Lärm des Kampfes, der einst hier tobte. Auf einer Waldlichtung nimmt ein General, Pferd, Waffenrock und Bart schlohweiß, schweigend die Parade ab. Dreimal donnert sie an ihm vorüber, dreimal geht es wieder zurück. Wenn es dann eins schlägt, sind Rosse und Reiter wie weggeblasen.

### Das Generalsgrab unter der Schwedenbuche auf dem Karnberg

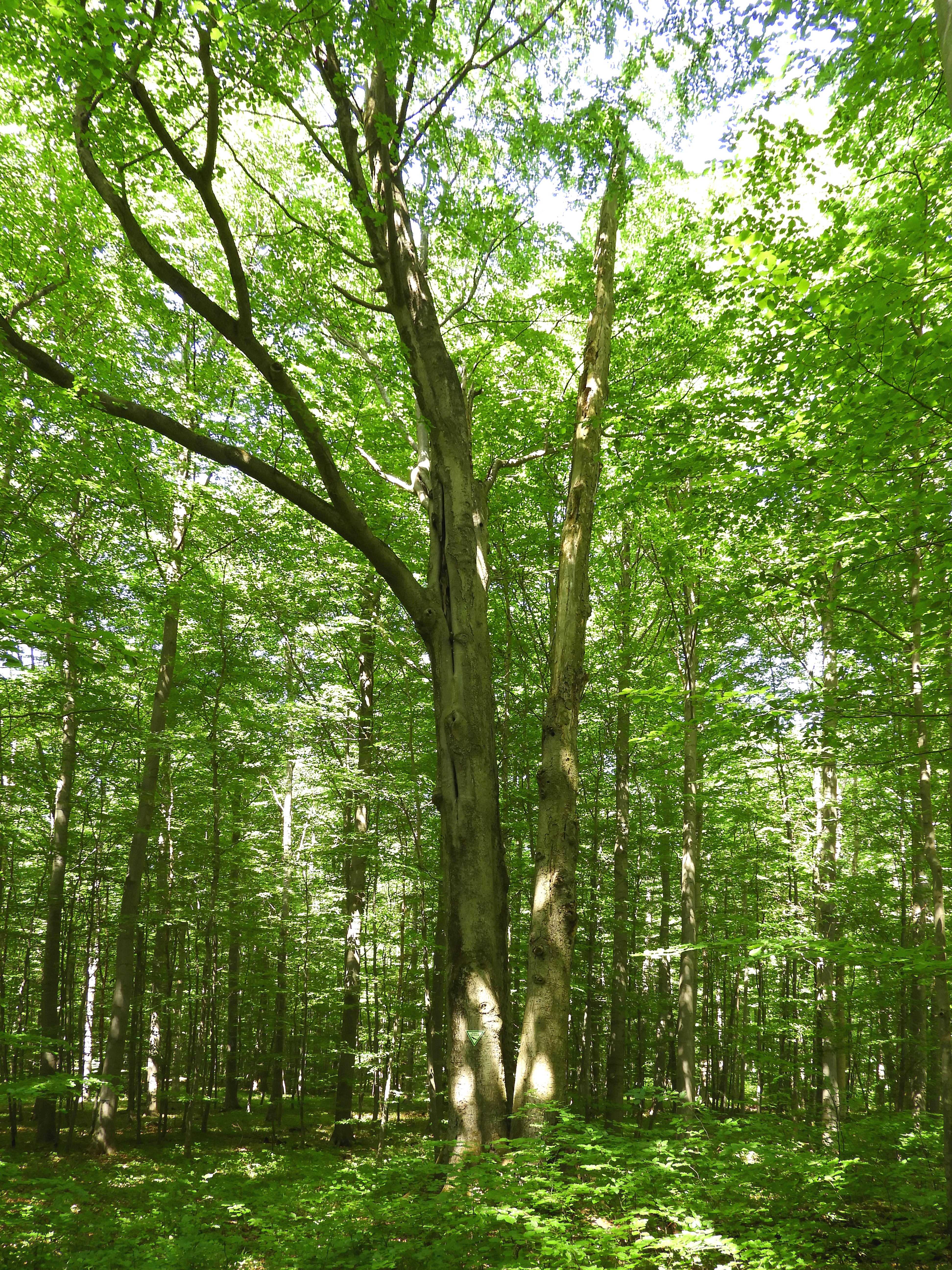
Naturdenkmal „Vier-Buchen“ auf dem Karnberg

In der Chronik der Stadt Wanfried wird in Bezug zur vorerwähnten Schlacht auf dem Karnberg eine Sage wiedergegeben: „Alltäglich mittags um 12 Uhr erscheinen bei den vier Buchen auf dem Karnberge vier schwarz gekleidete Träger mit einer Bahre, auf welcher ein schwedischer Oberst mit weißem Barte liegt. Nach Niederstellen der Bahre bei den genannten Buchen entblößen die Träger das Haupt und verharren im stillen Gebet bis mit dem Glockenschlag eins die Erscheinung verschwindet. Nur Leute, welche am Sonntag geboren sind vermögen die Erscheinung zu sehen.“
Die auffällige und merkwürdige Baumgruppe bei der Grabstätte wird „Vier-Buchen“ und auch „Schwedenbecher“ genannt. Im „Schwedenbecher“, dem Hohlraum, der sich im Winkel zwischen den vier Stämmen gebildet hatte, soll sich früher auch im Sommer so viel Wasser gesammelt haben, dass dieser nie ganz austrocknete. Die Buchen wurden nach einer alten Erzählung von vier ihren General beerdigenden schwedischen Soldaten auf das frische Grab gepflanzt. Wahrscheinlicher ist, vermutet der Kunsthistoriker und Fotograf Thomas Wiegand, dass die „Schwedenbuche“ aus einem Stockausschlag einer vor vielen Jahrzehnten geschlagenen Buche entstanden ist. Die „Vier-Buchen“ sind ein ausgewiesenes Naturdenkmal.

## Sonstiges
- Westlich von dem Schutzgebiet liegt das denkmalgeschützte ehemalige Rittergut Kalkhof, mit einem repräsentativen Herrenhaus in einer imposanten Gebäudegruppe.[40][41] Geschichtsträchtig verbunden ist der Kalkhof mit dem Wanfrieder Abkommen vom 17. September 1945: Ranghohe amerikanische und sowjetische Offiziere trafen sich im Herrenhaus des Gutes, um einen Gebietsaustausch an der Demarkationslinie nördlich von Bad Sooden-Allendorf zu vereinbaren. Die Amerikaner wollten erreichen, dass der unterhalb der thüringischen Burg Hanstein gelegene Abschnitt der wichtigen Nord-Süd-Eisenbahnverbindung nicht mehr durch sowjetisches Besatzungsgebiet führt. Auf diesem rund drei Kilometer langen Streckenabschnitt kam es wiederholt durch Kontrollschikanen zu Behinderungen. Der sogenannte „Whisky-Wodka-Vertrag“ sollte mit einer Grenzkorrektur die Bahnlinie „sowjetfrei“ machen. Vier hessische Dörfer nordöstlich von Bad Sooden-Allendorf wurden der sowjetischen Besatzungszone zugeschlagen. Die thüringischen Dörfer Werleshausen und Neuseesen und mit ihnen die Bahnstrecke kamen in den amerikanischen Sektor.[42]

- Oberhalb des Kalkhofes befindet sich am Waldrand das sogenannte Erbbegräbnis, das der Volksmund als „Konsuls Grab“ bezeichnet. Das Gelände ist an der Vorderseite mit einem schmiedeeisernen Zaun eingefriedet, das Portal ist im neogotischen Stil gestaltet. Die Grabstätte am Fuße des Konsteins ist aus geschichtlichen Gründen denkmalgeschützt.[40][43]

- Ein Überbleibsel des Kalten Krieges ist die „Stasi-Röhre“ auf den Höhenzügen der Mainzer Köpfe an der ehemaligen deutsch-deutschen Grenze. Trotz Stahlgitterzäunen, Minenfeldern und Selbstschussanlagen hatte die DDR-Grenze gezielt angelegte Löcher: Anfang der 1980er Jahre wurde unter dem früheren Todesstreifen eine Agentenschleuse in Form eines niedrigen Tunnels gebaut. Offiziell diente er als Wasserdurchlass, war hierfür allerdings überdimensioniert und führte sowieso niemals Wasser. Im Rahmen der Minenräumungsarbeiten wurde der Röhreneingang von der Ostseite verschüttet und auf Initiative der örtlichen Heimat- und Verkehrsvereine wieder freigelegt.[44]

- Der Werra-Meißner-Kreis war seit jeher Grenzland. Bei Altenburschla und Wanfried finden sich noch Relikte aus vergangenen Zeiten, darunter eine Reihe von Grenzsteinen mit dem eingemeißelten Mainzer Rad, die den südlichen Verlauf der damaligen Eichsfelder Besitzungen des Erzbistums Mainz markierten.[44]

- Ein beliebtes Ziel für Ausflügler war viele Jahre lang das Plessehaus unterhalb der Plesse. Im Februar 1975 brannten die alten Fachwerkgebäude des Ausflugslokals nieder. Die Wehrmänner rissen nach dem Brand die Reste der Mauern ein und bauten auf dieser Stelle eine Freizeitanlage,[45] die heute als Wanderparkplatz und Grillplatz am Premiumwanderweg P5 genutzt wird.[46]

## Besucherhinweis

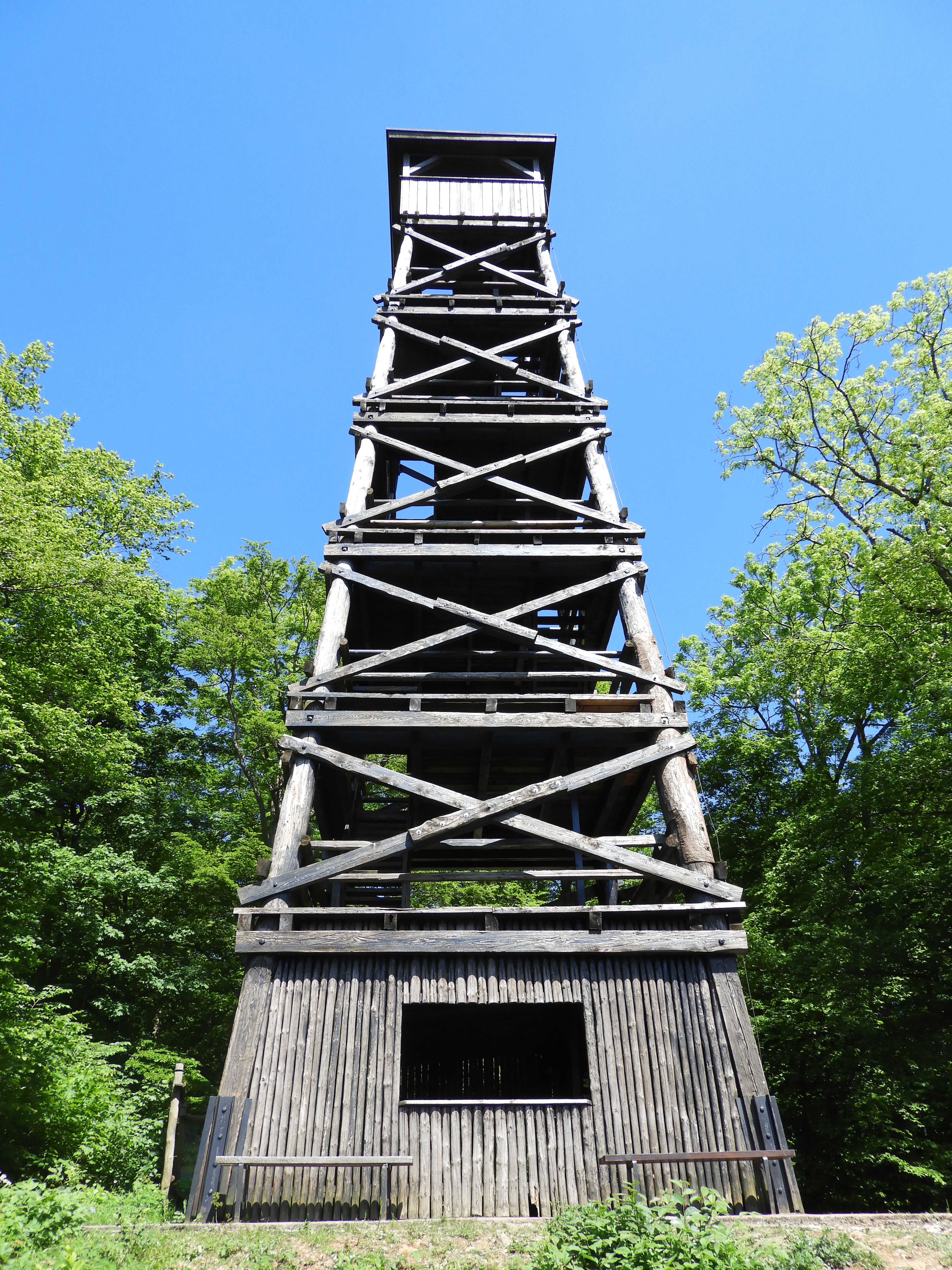
Der Plesseturm

Das beliebte Wandergebiet ist durch eine Vielzahl von Wanderpfaden und Forstwegen erschlossen. Darunter sind zwei Premiumwanderwege des Geo-Naturparks Frau-Holle-Land, die wegen ihrer Qualität mit dem von dem Deutschen Wanderinstitut vergebenen Wandersiegel ausgezeichnet wurden.
- Der als mittelschwer eingestufte Rundwanderweg P5 Plesse führt mit einer Weglänge von 9 km aus dem Werratal, vorbei an dem Wasserfall Elfengrund, über den Konstein und die Plesse.[46]

- Der wegen erheblicher Steigungen als „sportlich anspruchsvoll“ angesehene P12 Mainzer Köpfe ist 9,5 km lang und verläuft durch das hessisch-thüringische Grenzland.[48]

- Der Dietemannpfad HW 24 ist ein Hauptwanderweg des Werratalvereins, der Eschwege umrundet und auch über Plesse, Konstein und Karnberg führt.[49]

- Auf dem Plateau der Plesse bietet ein Aussichtsturm einen Panoramablick in das Werratal bis zu dem Hohen Meißner, der in seiner vollen Ausdehnung zu sehen ist. Der im Mai 1964 eingeweihte Plesseturm, mit sechs Etagen und rund 22 m Höhe, wurde auf der Stelle eines 1884 errichteten Aussichtsturms gebaut, der 1961 wegen Baufälligkeit abgerissen wurde. Nach einem Gutachten, das die Standsicherheit der Holzkonstruktion beeinträchtigt sah, wurde der Turm 2016 gesperrt. Das Erdgeschoss blieb weiterhin zugänglich, der Aufstieg zum Turm wurde jedoch verschlossen. Da sich die Stadt Wanfried damals unter dem Kommunalen Schutzschirm des Landes Hessen befand, konnte für die Wiederherstellung kein Geld aufgebracht werden. Ein im Jahr 2018 gegründeter Förderverein sammelte mit großem Engagement Spenden und sorgte für die Sanierung, die am Tag der Deutschen Einheit im Oktober 2023 mit der Wiedereröffnung abgeschlossen wurde.[50]